# Route nationale 411
Pour les articles homonymes, voir Route 411.
La route nationale 411 ou RN 411 est une route nationale française reliant Dieulouard à Toul.
Elle ne traverse (et n'a jamais traversé) aucune agglomération sur son tracé. Le décret du 5 décembre 2005 prévoit son transfert au département de Meurthe-et-Moselle. Elle se nomme désormais RD 611.